# Okobo
 (août 2016).
Si vous disposez d'ouvrages ou d'articles de référence ou si vous connaissez des sites web de qualité traitant du thème abordé ici, merci de compléter l'article en donnant les références utiles à sa vérifiabilité et en les liant à la section « Notes et références ».

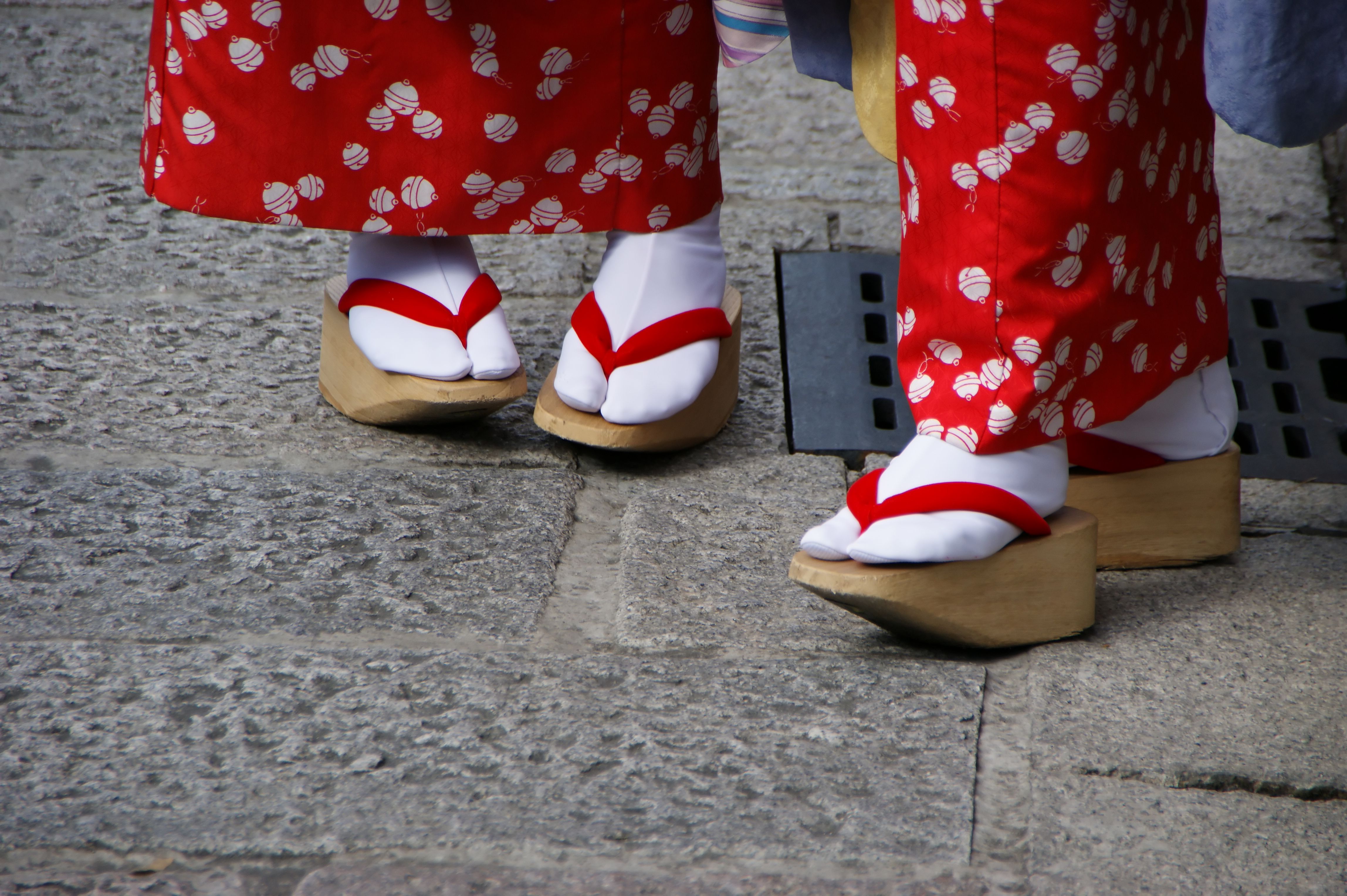
Okobo et nagajuban.

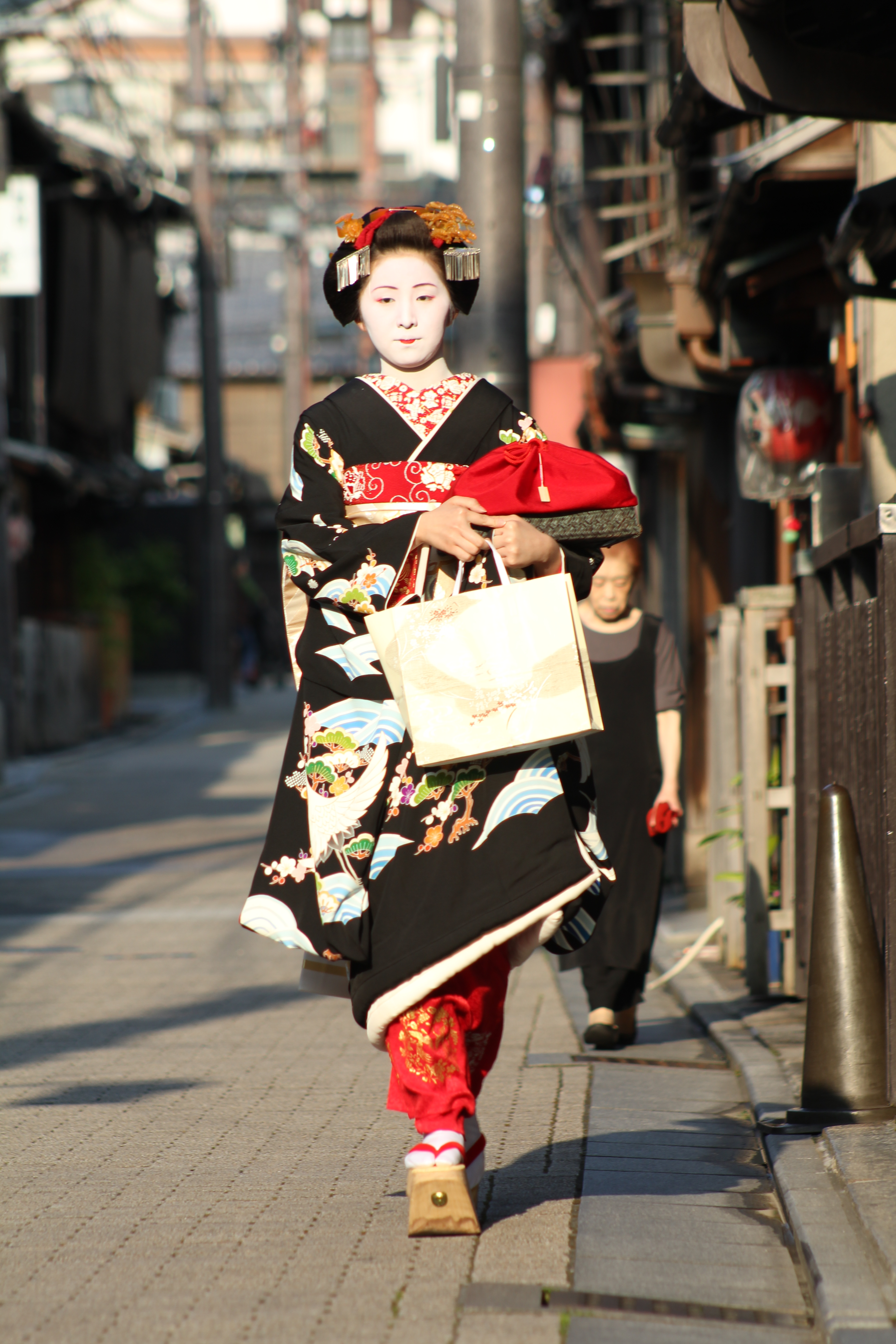
Maiko portant des okobo.

Les okobo (おこぼ) sont des chausses traditionnelles japonaises, caractérisées  par leur hauteur importante. Les okobo  sont portés de nos jours par les fillettes lors des festivités du Shichi-go-san (七五三), par les mariées en tenue traditionnelle et par les maiko.

## Matières et formes
Généralement fabriqués dans une pièce unique de bois de paulownia évidée, les okobo peuvent être laqués de noir pour les mois d’été, posséder un piètement en paille de riz ou être ornés de motifs auspicieux, tels que les grues ou les noshi (熨斗, origami cérémoniel) pour les fêtes.
Les okobo des enfants comportent parfois une clochette dans la partie creuse de la chaussure.

## Signification chez lesmaiko
Chez les maiko, la couleur de la lanière des okobo, le hanao (鼻緒), est une indication du statut de son porteur dans la hiérarchie de son okiya, les lanières rouges sont réservées aux maiko débutantes, les jaunes, bleues ou roses aux jeunes femmes en fin d’apprentissage. 

## Homonymes
On trouve quelquefois les okobo sous le nom de pokkuri (ぽっくり) ou koppori (こっぽり) en référence au bruit caractéristique qu’ils émettent sur le pavement lors de la marche.